# Pantherios Skleros
Pantherios Skleros (mittelgriechisch Πανθήριος Σκληρός; * um 900; † nach 945) entstammte der alten byzantinischen Magnatenfamilie der Skleroi, diente unter Kaiser Romanos I. Lakapenos (920–944) als Feldherr, war Stratege des Thema Lykandos und des Thema Thrakesion und wurde 944 Domestikos ton scholon (etwa: Oberkommandierender der Streitkräfte im Osten). Seine wahre Bedeutung liegt jedoch darin, dass er der Vater des Feldherrn und Gegenkaisers Bardas Skleros (* um 925; † 991), der Schwiegervater von Kaiser Johannes Tzimiskes (969–976) und der Großvater von Theophano (* um 960; † 991), der Gemahlin von Kaiser Otto II. (973–983) war. Er war auch ein Vorfahre von Konstantin X. Dukas, Kaiser von Byzanz (1059–1067), und der späteren Großfürsten von Kiew und damit gemeinsamer Ahne byzantinischer und westlicher Dynastien.

## Herkunft
Pantherios Skleros entstammte dem byzantinischen Adelsgeschlecht der Skleroi (griechisch Σκληροί). Als dessen erster namentlich bekannter Stammvater gilt Leon Skleros, der als Feldherr unter Kaiser Nikephoros I. diente und 805 in der Chronik des Hafens Monemvasia als Stratege (etwa: Militärgouverneur) der Peloponnes auftritt, da er damit beauftragt war, dort einen lokalen Aufstand der Slawen zu unterdrücken. Als seine Heimat wird Kleinarmenien (der westliche unter byzantinischer Kontrolle stehende Teil von Armenien) angegeben, weshalb ihm traditionell eine armenische Herkunft zugeschrieben wird. Die Familie lässt sich in Konstantinopel bis in das 14. Jahrhundert nachweisen.
Der Vater des Pantherios war nach Christian Settipani Niketas Skleros (* um 865; † n. 894), der den hohen Titel eines Patrikios führte.
Der Vorname seiner Mutter ist nicht bekannt. Sie wurde als Verwandte von Kaiser Romanos I. beschrieben und war vermutlich eine Tochter des Christophoros, der 872 Domestikos ton scholon war, und der kaiserlichen Prinzessin Anastasia, einer Tochter von Basileios I. „dem Makedonier“ Kaiser von Byzanz (866–886). Durch seine Mutter war Pantherios demnach ein Nachkomme von Kaiser Basileios I.
Die Schwester seiner Mutter, Maria, war mit Romanos I. Lekapenos, Kaiser von Byzanz (920–944) verheiratet, der dadurch zum angeheirateten Onkel von Pantherios wurde.

## Leben
Über das Leben des Pantherios Skleros sind auf Grund der dürftigen Quellenlage wenige Details bekannt. Sein Vorname kommt in byzantinischen Quellen nicht vor und ist nur in arabischen Quellen – und daher ohne Vokale – überliefert. Er konnte nach mehreren Deutungsversuchen erst durch die Arbeit von J.-C. Cheynet im Jahre 1986 eindeutig als „Pantherios“ identifiziert werden. Ein Vorname, der – entsprechend der byzantinischen Tradition – auch von seinem Enkel getragen wurde.

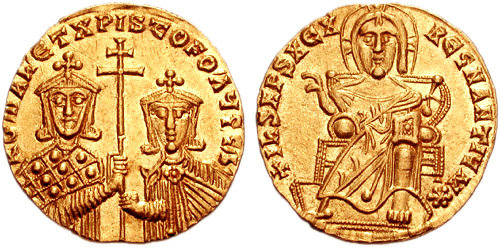
Gold Solidus von Romanos I. mit seinem ältesten Sohn, Christophoros Lakapenos

Pantherios schlug die in der Aristokratie übliche militärische Laufbahn ein, die durch seine engen familiären Beziehungen durch den regierenden Kaiser von Byzanz Romanos I. Lekapenos in den Jahren 920 bis 944 entscheidend gefördert wurde.

### Stratege des Thema Lykandos

Themeneinteilung um 950

Pantherios stieg die militärische Rangleiter rasch hinauf und wurde zum Strategen des Thema Lykandos (griechisch Λυκανδός) ernannt. Diese Provinz lag im Südosten Kleinasiens – und damit direkt an der Grenze des Byzantinischen Reiches zu den islamischen Emiraten in Mesopotamien, wie etwa dem von Melitene und dem von Mossul. Es war eine Grenze, die durch wechselnde islamische Angriffe und christliche Gegenangriffe und durch sehr wechselhafte Erfolge gekennzeichnet war, bis sie unter dem Schwiegersohn des Pantherios, Kaiser Johannes Tzimiskes (969–976), bis zum Euphrat vorgeschoben werden konnte.

### Stratege des Thema Thrakesion
Das nächste Kommando, das Pantherios übertragen wurde, war die Funktion eines Strategos in einem der bedeutendsten Provinzen des Reiches: im Thema Thrakesion (griechisch θέμα Θρᾳκησίωνθέμα Θρᾳκησίων). Dieses lag in Westanatolien. In diesem Thema kommandierte Pantherios eine über 10.000 Mann starke Armee, bezog ein hohes Gehalt (etwa 40 Pfund Gold im Jahr) und residierte wohl zumeist in der regionalen Hauptstadt Ephesos, die nicht nur erheblich komfortabler und sicherer, sondern auch viel näher zu Konstantinopel, dem Zentrum der Macht, war. Es fehlte ihm nicht an militärischen Aufgaben, nicht zuletzt wegen der Einfälle der Sarazenen und da die lokalen Truppen auch zu Expeditionen gegen das islamische Emirat in Kreta eingesetzt wurden.

### Domestikos ton scholon
Als erfolgreicher General wurde Pantheros schließlich 944 von Kaiser Romanos I. zum Domestikos ton scholon, d. h., zum Oberkommandierenden sämtlicher Truppen des Reiches im Osten, ernannt und gelangte dadurch an die Spitze der militärischen Hierarchie. Diese Position sollte er jedoch nicht lange behalten. Schon bei seiner ersten Expedition wurde er durch Saif al-Dawla im Dezember nahe Aleppo besiegt.
Kaiser Romanos I. Lekapenos hatte die Macht im Jahre 920 durch Verdrängung des legitimen Erben, seines Schwiegersohnes Kaiser Konstantin VII., an sich gerissen. Da seine Söhne Stephan und Konstantin fürchteten, ihr Vater könnte Konstantin zu seinem Nachfolger ernennen, verhafteten sie ihn im Dezember 944, schafften ihn auf die Prinzeninseln und zwangen ihn, Mönch zu werden.
Die Aktion erwies sich jedoch als Fehlschlag, da die Bevölkerung von Konstantinopel gegen diese Usurpation rebellierte, die Brüder ihres kaiserlichen Ranges entkleidete, zu ihrem Vater auf die Prinzeninseln verbannte und Kaiser Konstantin als Alleinherrscher anerkannte.

### Sturz
Die Entmachtung des Kaisers Romanos I. Lekapenos im Jahre 944 führte gleichzeitig zum Sturz seiner Günstlinge. So wurde dadurch nicht nur der berühmte General Joannes Kurukas – der Großonkel von Pantheros’ Schwiegersohn, dem späteren Kaiser Johannes Tzimiskes – entlassen, sondern auch die militärischen Karriere des Pantherios Skleros beendet. Er wurde im Jahre 945 auf Befehl des neuen Alleinherrschers Konstantin VII. Porphyrogennetos (913–959) als Domestikos abgelöst und durch Bardas Phokas dem Älteren ersetzt, der gleichfalls einem der großen Häuser der anatolischen Militäraristokratie entstammte und der Vater des späteren Kaisers Nikephoros II. Phokas (963–969) war. 

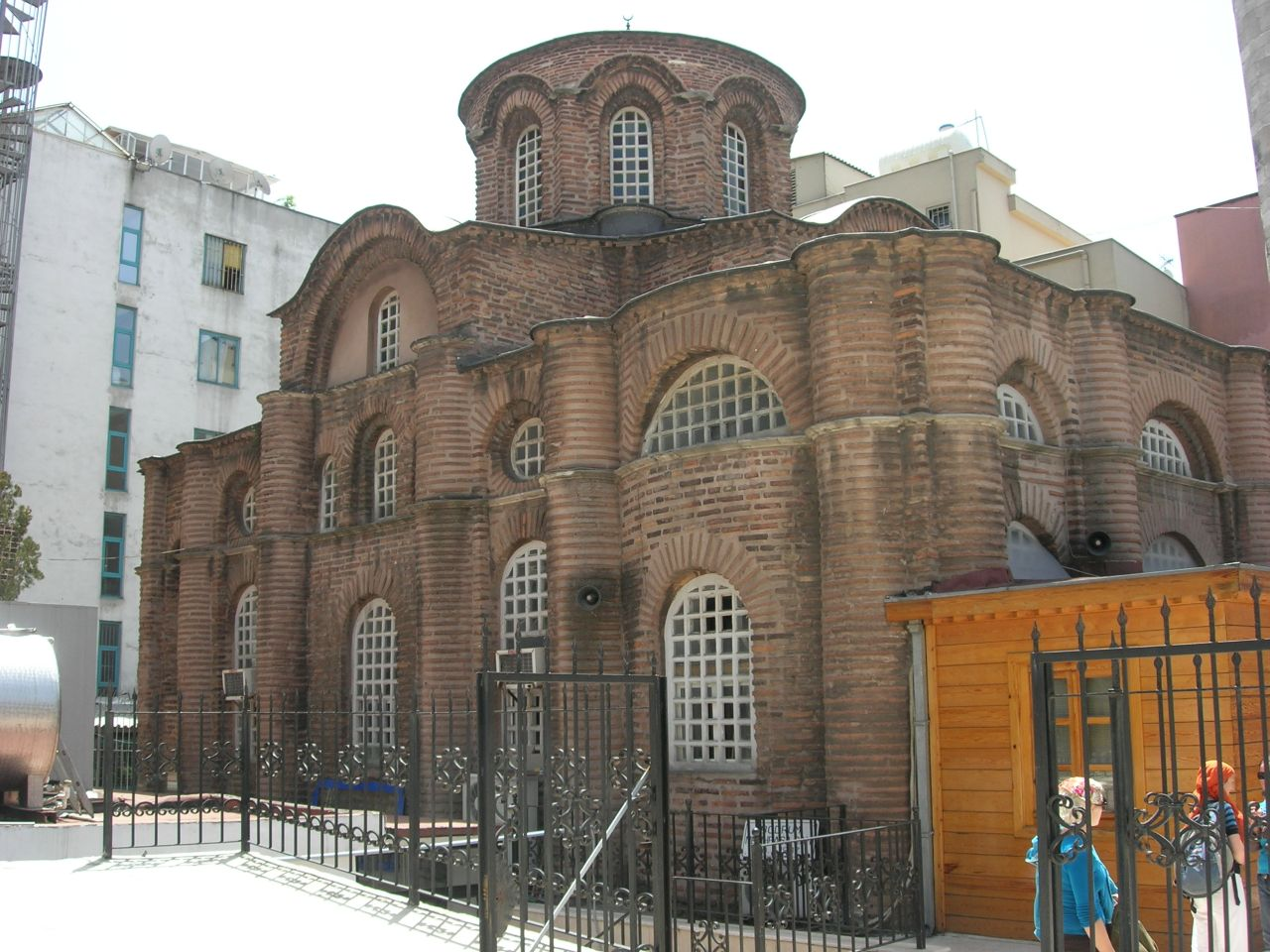
Die Palastkirche Myrelaion, heute Bodrum-Moschee, die im Auftrag von Romanos I. als Grablege der Familie 922 erbaut wurde.

Kaiser Romanos I., der Pantherios während seiner ganzen Laufbahn gefördert hatte, starb im Juni 948 und wurde in der von ihm 922 als Grablege seiner Familie gegründeten Palastkirche Myrelaion (wörtlich: „Platz der Myrrhe“), heute Bodrum-Moschee (Bodrum Camii) im Bezirk Fatih, begraben.
Über das Sterbedatum von Pantherios Skleros liegen keine Angaben vor, da er nach 945 in den Quellen nicht mehr aufscheint.

## Ehe und Nachkommen
Pantherios Skleros war mit Gregoria (* c. 905), einem Mitglied der Makedonischen Dynastie verheiratet. Ihr Vater war Bardas, der wiederum ein Enkel des gleichnamigen Bruders von Basileios I. „dem Makedonier“ Kaiser von Byzanz (866–886) war.
Nachkommen (selektiv):

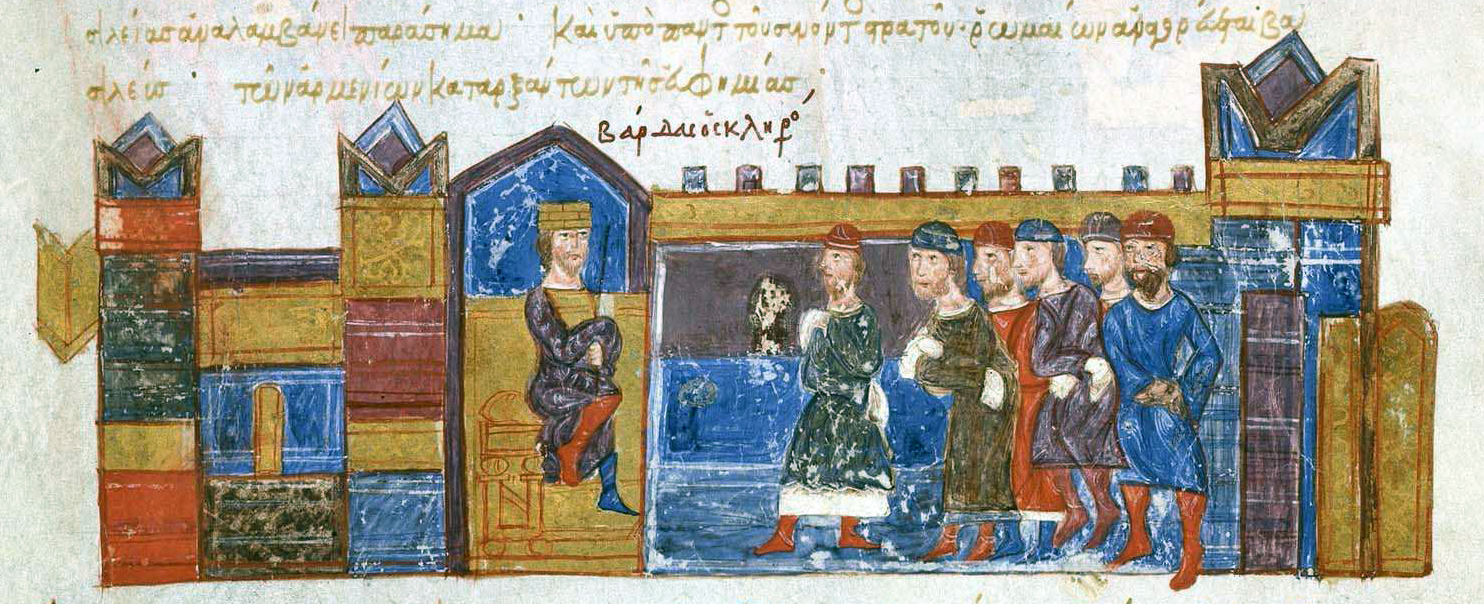
Proklamation des Bardas Skleros zum Kaiser

- Bardas Skleros (* 925; † 991), 970 Domestikos ton scholon, Rebell und Gegenkaiser 976–979, Rebell 986–989, Kuropalates 991, ⚭ Ne Bourtzina
  - Romanos Skleros (* 955; † n. 993), Magistros, ⚭ Ne Tochter (?) v. Abu Taglib, muslimischer Emir von Mossul[8][9]
    - Bardas Skleros (* c. 980) ⚭ Ne
      - Romanos Skleros (* 1010; † n. 1055), Kuropalates (etwa: kaiserlicher Obersthofmeister), c. 1055, Dux (Statthalter) von Antiochia am Orontes 1054, ⚭ Ne
      - Maria Skleraina (* 1010/15; † 1042/50) Geliebte von Konstantin IX., Kaiser von Byzanz (1042–1055)
        - Maria Monomachia († 1067) ⚭ 1046 Wsewolod I., Großfürst von Kiew (1078–1093)[10][11] (Nachkommen)

    - Basileios Skleros (* 980/85; † n. 1033), Patrikios, ⚭ Pulcheria Argyra, eine Schwester des Kaisers Romanos III. Argyros (1028–1034)
      - Ne Skleraina (* c. 1010; † v. 1042) ⚭ Konstantin IX., Kaiser von Byzanz (1042–1055) (keine Kinder)
- Ne Skeraina ⚭ Andronikos Dukas (* 930)
  - Bardas Dukas (* 955; † n. 1016), General 976–1016, ⚭ Ne
    - Andronikos Dukas (* 975; † n. 1010), Protospatharios, Strategos, ⚭ Ne
      - Konstantin X. Dukas, Kaiser von Byzanz (1059–1067)[12] (Nachkommen)
- Maria Skleraina ⚭ Johannes Tzimiskes (Johannes „Rotstiefel“) Kurukas, (* 930/35; † 963/69) Kaiser von Byzanz (969–976) (keine Kinder)
- Konstantinos Skleros (* c. 935; † 991), 970 Patrikios, & Sophia Phokaina
  - Theophano (Theophanu) Skleraina (* c. 960; † 991) ⚭ 972 Otto II., Römischer Kaiser (973–983)
    - Otto III., Römischer Kaiser (996–1002)
    - Mathilde (Lothringen) (* 979; † 1025) ⚭ Ezzo, Pfalzgraf von Lothringen (am Rhein) († 1034) (Nachkommen in weiblicher Linie bis in die Gegenwart)